# Cinnyris erythrocercus
Cinnyris erythrocercus е вид птица от семейство Nectariniidae.

## Разпространение
Видът е разпространен в Бурунди, Демократична република Конго, Кения, Руанда, Южен Судан, Судан, Танзания и Уганда.